# Deborah Carta
Deborah Carta (Siracusa, 26 marzo 1972) è un'ex cestista italiana.
Ha giocato in Serie A1 con Priolo Gargallo.